# Anarta albomaculata
Anarta albomaculata là một loài bướm đêm trong họ Noctuidae.